# Campeonato Mundial Feminino de Xadrez de 1988
O Campeonato Mundial Feminino de Xadrez  de 1988 foi a 22ª edição da competição sendo disputada em um match entre a então campeã Maia Chiburdanidze e a desafiante Nana Ioseliani. A disputa foi realizada em Tel Aviv em Israel e Maia Chiburnanidze manteve o título de campeã mundial.
| Nome          | 01 | 02 | 03 | 04 | 05 | 06 | 07 | 08 | 09 | 10 | 11 | 12 | 13 | 14 | 15 | 16 | Total |
| Chiburdanidze | =  | 1  | =  | 0  | =  | =  | 1  | =  | =  | =  | 1  | =  | =  | =  | 0  | =  | 8.5   |
| Ioseliani     | =  | 0  | =  | 1  | =  | =  | 0  | =  | =  | =  | 0  | =  | =  | =  | 1  | =  | 7.5   |